# Just Out of College (film 1920)
Just Out of College è un film muto del 1920 diretto da Alfred E. Green, tratto dalla commedia di George Ade.

## Produzione
Prodotto dalla Goldwyn Pictures Corporation, il film era il remake di Just Out of College di George Irving, girato nel 1915.

## Distribuzione
Distribuito da Goldwyn Distributing Company, il film uscì in sala il 27 novembre 1920.